# Straumsnes (Narvik)
Pour les articles homonymes, voir Straumsnes.
Straumsnes est une localité du comté de Nordland, en Norvège.

## Géographie
Administrativement, Straumsnes fait partie de la kommune de Narvik.
Straumnes est desservi par la ligne d'Ofot et possède sa propre gare.